# Victor Oliver von Samek
Vic Oliver (né Victor Oliver von Samek le 8 juillet 1898 et mort le 15 août 1964) est un acteur et humoriste de radio anglais.

## Biographie
Il est né à Vienne de Viktor von Samek. Il est le neveu de Beatrice Triangi. Il a émigré aux États-Unis avant de s'installer en Angleterre. Il débute à la BBC dans Hi, Gang! avec Ben Lyon et Bebe Daniels et apparait dans d'autres émissions. Attiré par la musique, il fonde l'Orchestre de Vic Oliver et donne des concerts le long de la côte sud de l'Angleterre. Son morceau favori était Prelude to the Stars. Il est considéré comme le modèle de Victor Borge.
Étant Juif, son nom était inscrit sur la liste noire des nazis, où était répertorié les gens « à éliminer » une fois l'Angleterre envahie.
Il se marie avec Sarah Churchill en 1936 mais le couple divorce en 1945.
Une anecdote non vérifiée, remontant à un embellissement des mémoires d'un patron de presse qui doutait de sa véracité, veut que dans un dîner où Oliver était présent, on ait demandé à Winston Churchill qui il admirait le plus, et qu'il ait répondu Mussolini, puis lorsqu'on lui a demandé pourquoi, il ait lancé : « Parce qu'il a eu la bonne idée de tirer sur son gendre ! » Le grand spécialiste churchillien Richard Langworth fait toute la lumière sur ce racontar sur son site. 
Vic Oliver est mort à Johannesbourg.